# Stictoptera poiensis
Stictoptera poiensis là một loài bướm đêm trong họ Noctuidae.